# 23. siječnja
23. siječnja (23. 1.) 23. je dan godine po gregorijanskom kalendaru.
Do kraja godine imaju još 342 dana (343 u prijestupnoj godini).

## Događaji
- 1719. – Njemačko-rimski car Karlo VI., proglasio je kneževinu Lihtenštajn.
- 1793. – Izvršena je druga podjela Poljske.
- 1831. – Prihvaćena je Zastava Belgije, nakon što se Belgija 1830. godine osamostalila od Nizozemske.
- 1937. – Odlukom Kraljevske banske uprave Dunavske Banovine u Novom Sadu odobren je rad i pravila Hrvatske kulturne zajednice u Subotici.
- 1960. – Švicarac Jacques Piccard i amerikanac Don Walsh su se s batiskafom Trieste spustili u Marijansku brazdu u Tihom oceanu na 10,740 m dubine.
- 2013. – U Katalonskom parlamentu donesena Deklaracija o suverenosti i pravu na određenje naroda Katalonije.

| - 1350. – Vinko Fererski, španjolski svetac († 1419.) - 1572. – Ivana Franciska de Chantal, francuska svetica († 1641.) - 1724. – Arsenije Glić, hrvatski hagiograf i pisac († 1773.) - 1752. – Muzio Clementi, talijanski pijanist i skladatelj († 1832.) - 1832. – Édouard Manet, francuski slikar i grafičar, jedan od začetnika modernog slikarstva († 1883.) - 1857. – Andrija Mohorovičić, hrvatski geofizičar († 1936.) - 1878. – Oton Župančič, slovenski književnik († 1949.) - 1882. – Anna Abrikosova, ruska redovnica († 1936.) - 1898. – Sergej Ejzenštejn, sovjetski redatelj († 1948.) - 1899. – Humphrey Bogart, američki filmski i kazališni glumac († 1957.) - 1903. – George Orwell, književnik († 1950.) - 1920. – Gottfried Böhm, njemački arhitekt († 2021.) - 1937. – Marko Turina, hrvatski kardiokirurg - 1938. – Vladimir Veselica, hrvatski ekonomist - 1987. – Andrea, bugarska pjevačica. - 2002. – Joško Gvardiol, hrvatski nogometaš | - 1685. – Pavao Zorčić, grkokatolički biskup (* o. 1620.) - 1744. – Giambattista Vico, talijanski filozof, povjesničar i pravnik (* 1668.) - 1806. – William Pitt Mlađi, britanski državnik (* 1756.) - 1837. – John Field, irski skladatelj (* 1782.) - 1937. – Marija Jambrišak, hrvatska prosvjetna djelatnica i književnica (* 1847.) - 1941. – Franjo Hanaman, hrvatski izumitelj (* 1878.) - 1944. – Edvard Munch, norveški slikar, tipičan predstavnik ekspresionizma u slikarstvu (* 1863.) - 1961. – Josip Kosor, hrvatski književnik (* 1879.) - 1981. – Samuel Barber, američki skladatelj (* 1910.) - 1989. – Salvador Dali, slikar (* 1904.) - 2002. – Pierre Bourdieu, francuski sociolog i filozof (* 1930.) - 2016. – Josip Friščić, hrvatski političar (* 1949.) - 2017. – Mirko Grgin, hrvatski košarkaš i državni reprezentativac (* 1954.) - 2017. – Joja Ricov, hrvatski pjesnik (* 1929.) |

## Blagdani i spomendani
- Dan državnosti u Lihtenštajnu

## Imendani
- Emercijana
- Ema
- Vjera